# Citera

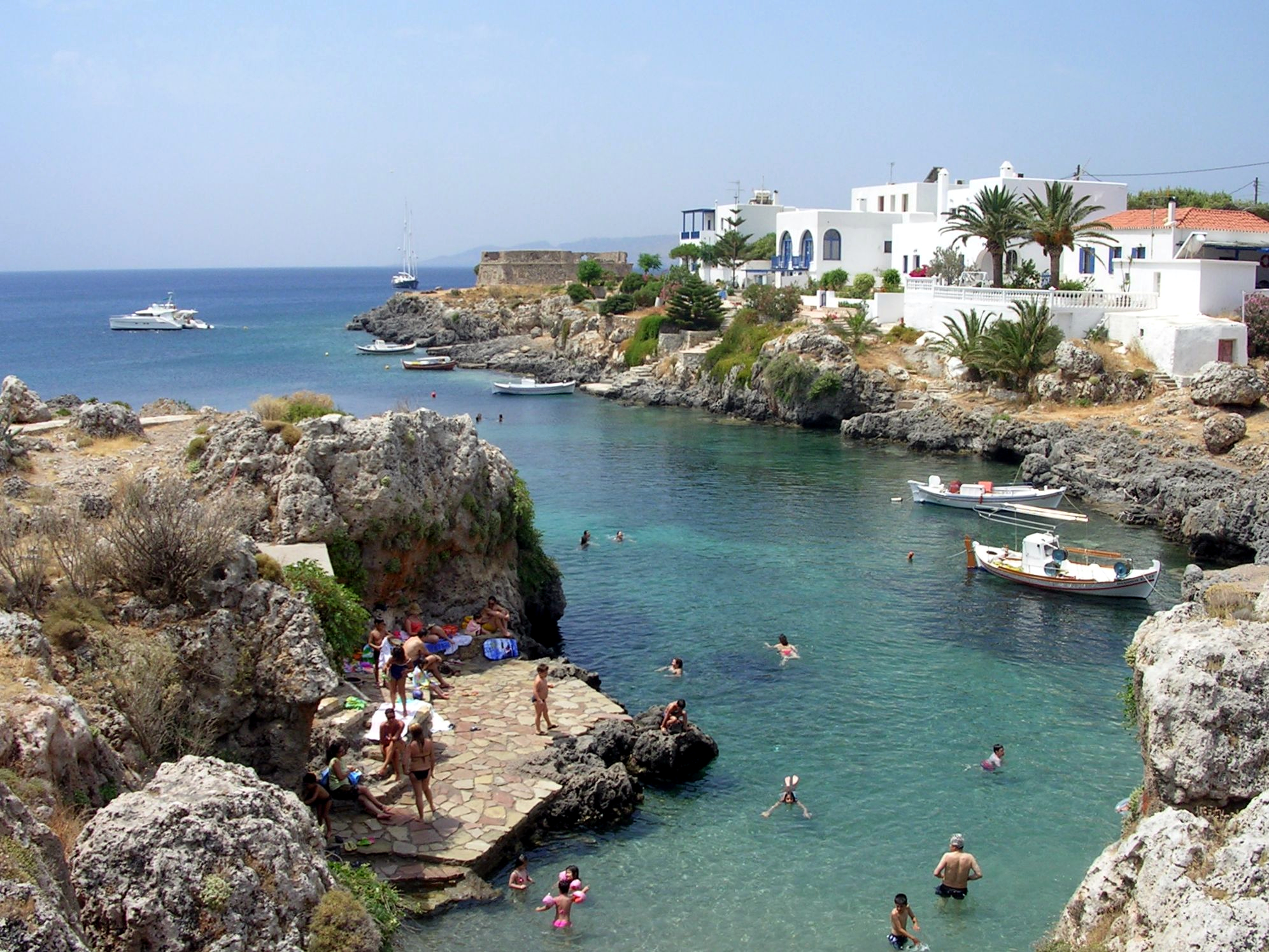
Cala de l'illa

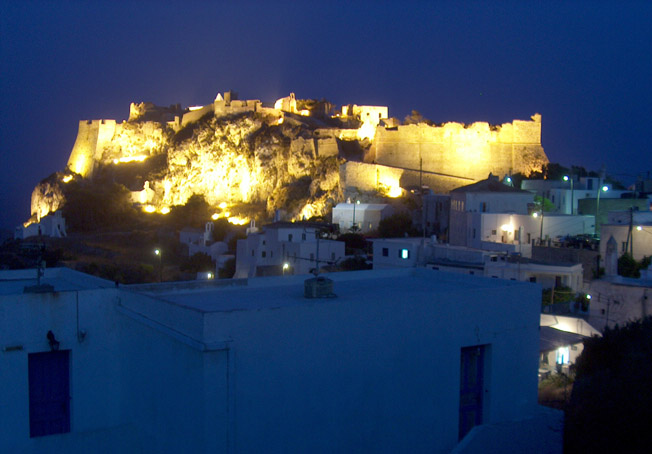
Visió nocturna del castell de Citera

Citera (grec: Κύθηρα, Kíthira; italià: Cèrigo) és una illa de Grècia de la prefectura l'Àtica, situada al sud-est del Peloponès, amb 262 km² i uns 5000 habitants. Té uns trenta km de llarga i un 15 d'ample però és de perímetre irregular.
Mai no fou un estat independents i no s'han trobat monedes insulars i només algunes de fora (romanes i romanes d'Orient). El seu nom s'atribueix a Citeros, fill de Fènix, i també va rebre el nom de Porfirussa. Fou centre del culte a Afrodita, que la mitologia fa néixer a l'illa portada per les onades. L'illa produïa vi i mel.

## Història

### Història antiga
Els fenicis hi van tenir una factoria que comerciava amb la costa de Lacònia. Després de la conquesta dòrica va dependre d'Argos junt amb la costa de Lacònia de l'orient del Peloponnès. En un moment posterior i no datat va passar als espartans que la van governar per mitjà d'un magistrat anyal que portava el títol de Cytherodice, i tenia guarnició espartana. A la guerra del Peloponès l'atenenc Nícies va ocupar l'illa (424 aC) des de la qual va atacar la costa de Lacònia. En aquest temps l'illa tenia tres ciutats: Escandea, Citera de mar i Citera de terra; 10 trirrems de Nícies van ocupar Scandeia i els altres 50 van desembarcar prop de Citera de mar i van ocupar aquesta i després la Citera de terra. Hi havia un lloc per desembarcar que es deia Fenicunt, i que probablement és a la desembocadura de l'actual rierol Avlémona i la vila d'aquest nom, que pel seu nom cal suposar que fou el lloc de l'antic establiment fenici. A uns 5 km es veuen les restes d'una ciutat, avui anomenada Paleópoli, segurament Citera de terra, on hi havia el temple d'Afrodita.
Els atenencs la van perdre el 413 aC però el 393 aC la va recuperar Conó, immediatament després de la batalla naval de Cnidos. Va romandre en poder d'Atenes fins a la dominació romana.

### Domini romà
Durant el regnat d'August aquest la va cedir com a propietat privada a Euricles. El 365 fou assolada per un terratrèmol.
El temple d'Afrodita fou centra del culte pagà fins al segle iv i els emperadors Teodosi (379-395) i Arcadi (395-408), van intentar extirpar aquests cultes sense èxit. El lloc de Kastri va sorgir al segle v i fou habitat almenys fins al segle vii en què fou abandonat pels atacs dels eslaus (que el 623 ja havien desembarcat a Creta) i àrabs (vers el 651 i 655 els àrabs van atacar Creta). Tres esglésies van existir en aquestos anys: Aghios Panteleimon a la muntanya de Palaiokastro, Aghios Kosmas i Damianos, i Aghios Georgios tou Bounou (que després fou monestir).

### Abandonament i sobirania romana d'Orient
L'illa va romandre abandonada i fins a la triomfal expedició romana d'Orient dirigida per Estauraci, al centre i sud de Grècia el 783, no es va començar a restaurar el domini romà d'Orient, però no sembla que tampoc fossin establiments permanents militars fins després que Creta va ser reconquerida el 961. Sant Teodor, que va visitar l'illa en temps de Romà II (959-963) no va trobar ningú a l'illa. Teodor va morir com ermità a l'illa a una església que va trobar al centre; un altre acompanyant Antònios, que era molt gran, va haver de marxar per maca de menjar. El cos de Teodor fou trobat per visitants del Peloponès i els dèspotes d'Esparta van ordenar d'enterrar-lo en lo que fou l'origen del monestir de Sant Teodor.

### Els Eudaimonoioannis de Monembasia i els Venieri
L'illa fou visitada regularment i potser hi va haver algun establiment ocasional, ja que s'hi han trobat alguns objectes, però no fou fins al segle xii que la família Eudaimonoioannis va tenir l'illa com a propietat privada; aquesta família junt amb els Mamonades i els Sophianoi, dominaven a Monembasia i havien aguantat el setge dels normands el 1147. El 1204 Citera no fou esmentada al repartiment de l'imperi, però es va donar per suposat que era dins la zona veneciana; el 1205 encara estava governada per Nikolaos Eudaimonoioannis però el 1207 en fou nomenat marquès (Marquese di Cèrigo, el nom italià Cerigo deriva de l'eslau Tzerígo) el patrici venecià Marco Venieri (que com que també tenia terres a Creta va preferir viure allí) però no per això es va acabar el poder de la família Eudaimonoioannis; el 1238 els Venieri i els Eudaimonoioannis van enllaçar per matrimoni (la filla de Nikolaos i el fill de Marco, Bartolomeo Venieri) i Nikolaos va cedir l'illa com a dot a la seva filla. El 1248 la ciutat de Monembasia, de qui nominalment encara depenia l'illa fou presa pels venecians i francs després de tres anys de setge i això va fer disminuir la influència de la família grega, i els Venieri, ocupats a Creta, no se'n van preocupar. Després del 1261 amb la recuperació de Constantinoble, els emperadors romans d'Orient van prendre possessió de l'illa sense oposició sens dubte per la submissió voluntària del seu governador, un membre de la família dels Eudaimonoioannis. El 1275 un enviat de Venècia va arribar a l'illa que era governada per un oficial romà d'Orient de nom Pau Sevast, (‘homine domini Imperatoris et capitaneus dicti loci Cedrigi') que era membre de la família dels Monoioannis, una branca dels Eudaimonoioannis. Als anys vuitanta va estar a l'illa Licari, megaduc de la flota romana d'Orient, per la qual cosa de fet el domini venecià no es va exercir fins que el 1309 els Venieri, amb un altre enllaç matrimonial, van aconseguir controlar altre cop l'illa. Els quatre nets de Bartolomeo Venieri van dividir l'illa en 24 feus, i se'n van quedar sis cadascun; l'illa sencera fou assignada a un d'ells com a marquès (Nicolò Venieri), però exclosa l'àrea de Palaipolis (Kastri) i terres properes a Kapsali que van quedar indivises. Els habitants foren convertits en serfs i l'illa usada només com a base contra els catalans llavors enemics de Venècia. Aviat uns pirates turcs es van establir a l'illa i es va haver de portar un contingent de 900 soldats des Creta per expulsar-los. També els venecians van haver de portar aliments per als habitants; les relacions entre els Venieri i Venècia van empitjorar progressivament perquè els Venieri permetien la pirateria contra aliats de Venècia i per la manca de cooperació amb la guerra contra Gènova; quant el 1354 els Venieri van demanar una llicència d'exportació i se'ls va concedir només la meitat del demanat, els Venieri es van convertir en oposició al govern de la República i van afavorir la revolta a Creta i la proclamació a Creta de la República de San Titus (1363). Però la derrota dels rebels va derivar en un major control venecià de les possessions a les mars Egea i Jònica. Els quatre germans Venieri foren declarats deposats i 11 dels 24 feus els foren confiscats; l'illa fou declarada possessió veneciana administrada per un governador o Castellani. Es van establir posicions fortificades a Kapsali, Mylopotamos i especialment a Palaiochora, (la ciutat grega on està Aghios Demetrios, fundada pels Eudaimonoioannis abans del 1205) i els ports de Kapsali i Aghios Nikolaos (Avlemon) foren reforçats, i fins i tot es va voler aixecar un castell al costat d'Aghios Georgios, que mai no fou construït.

### Domini venecià
A partir del 1301 Citera era seu d'un bisbat ortodox dependent de Monembasia (el Chysobullon), i el domini venecià directe des del 1365 no va canviar la llibertat religiosa dels grecs però aviat el bisbe es va convertir en el protopapas, títol equivalent a delegat episcopal. Al segle xv els bisbes van recuperar el seu títol.
Quants els turcs van conquerir el Peloponès el 1461, Coró, Modó, Monembasia i Citera van romandre en mans de Venècia, i els venecians van dominar l'illa sense un imminent perill turc fins al 1537 quant fou ocupada pels otomans dirigits per Barba-roja i algunes ciutats foren destruïdes (entre elles Palaiochora que tenia més de set mil habitants i era seu del bisbe). Milers de captius van ser emportats pels otomans i venuts com esclaus i els següents governadors venecians, tot i fer crides a l'establiment de colons, no van aconseguir recuperar la situació. Monembasia va caure en mans dels otomans el 1540 i el castellani de Cerigo va oferir als seus habitants reallotjar-se a l'illa però molt pocs ho van fer i gairebé tots van anar a Creta, Xipre, Cefalònia o Corfú. El 1540 els bisbes van rebre el dret exclusiu d'ordenar sacerdots a Creta. Al final del segle xvi el bisbe Maximos Margounios fou un famós erudit grec, teòleg, poeta i escriptor. El 1571 fou assolada altre cop pels turcs que van repetir l'atac el 1572. Els turcs l'anomenavem Çoka Adasi. El 1715 els turcs van desembarcar a Citera i van ocupar una part de l'illa però se'n van retirar el 1718 per la pau de Passarowitz; el darrer atac turc fou durant la guerra de 1787 a 1792.

### Governadors (Castellani i Proveditori)
- 1698 - 1700 Marcantonio Trevisano
- 1700 - 1702 Marco da Riva
- 1702 - 1704 Teodoro Trevisano
- 1704 - 1708 Nicolò Bondú
- 1708 - 1710 Marco Venier
- 1710 - 1712 Domenico Quirini
- 1712 - 1714 Angelo Foscarini
- 1714 - 1716 Sebastiano Marcello
- 1716 - 1719 Giovanni Quirini
- 1719 - 1721 Marcantonio Bono
- 1721 - 1724 Girolamo Bolini
- 1724 - 1726 Paolo Donato
- 1726 - 1729 Marino Donato
- 1729 - 1731 Nicolò Venier
- 1731 - 1733 Jacopo Bragadino
- 1733 - 1735 Antonio Marin
- 1735 - 1737 Scipione Boldu
- 1737 - 1739 Giuseppe Barbaro
- 1739 - 1741 Pietro Falier
- 1741 - 1744 Marcantonio Trevisano
- 1744 - 1746 Matteo Soranzo
- 1746 - 1748 Francesco-Antonio Paruta
- 1748 - 1751 Pietro-Maria da Mosto
- 1751 - 1753 Gianfrancesco Gritti
- 1753 - 1755 Giorgi Loredano
- 1755 - 1757 Pietro Donato
- 1757 - 1759 Cesare da Riva
- 1759 - 1761 Lodovico Morosini
- 1761 - 1763 Alessandro Bollani
- 1763 - 1766 Giovan-Paolo Pasta
- 1766 - 1768 Pietro Semitecolo
- 1768 - 1770 Leonardo Bono
- 1770 - 1772 Lorenzo Sorazo
- 1772 - 1774 Vincenzo Diedo
- 1774 - 1776 Maroco Cicogna
- 1776 - 1778 Antonio Dondolo (primera vegada)
- 1778 - 1781 Pietro Marcello
- 1781 - 1783 Vincenzo Bembo
- 1783 - 1786 Davidde Trevisano
- 1786 - 1788 Antonio Pasqualigo
- 1788 - 1790 Giovannandrea Catti
- 1790 - 1792 Antonio Dondolo (segona vegada)
- 1792 - 1794 Francesco Di Mosto
- 1794 - 1796 Vincenzo Cornaro
- 1796 - 1797 Jacopo Soranzo

### Francesos i britànics
El 1797 va passar a França i fou inclosa a les províncies Il·liriques. El 1798 l'illa fou altre cop assolada per un terratrèmol. Des del 1800 va formar part de la República de les Set Illes i després de la segona ocupació francesa (1807-1809), fou ocupada pels britànics l'octubre de 1809 i el 1815 integrada a la República de les Illes Jòniques. Amb les illes jòniques va passar a Grècia el 1864.

### Temps moderns dins Grècia
El 1903 fou altra vegada teatre d'un devastador terratrèmol. El 1917 una efímera administració autònoma es va instal·lar a l'illa durant la confusió de la guerra, però la sobirania grega mai va estar en discussió. A la segona guerra mundial l'illa fou ocupada pels alemanys. La resistència es va organitzar sobretot a Potamos i fou alliberada pels partisans el 4 de setembre de 1944. L'illa va continuar perdent població per l'emigració i als anys vuitanta eren només tres mil persones, però darrerament el turisme ha fet que es recuperés lleument.

## Curiositats
L'explorador francès Louis-Antoine de Bougainville el 1768 va batejar Tahití, una illa de la Polinèsia, amb el nom de Nouvelle Cythère (llatí: Nova Cythera, 'Nova Citera') perquè considerava que aquella illa del Pacífic era com un paradís terrenal amb un poble feliç i que vivia amb amor i innocència.